# سامرست (ويسكونسن)
سامرست (بالإنجليزية: Somerset, Wisconsin)‏ هي بلدة تقع في الولايات المتحدة في مقاطعة سانت كروا. يقدر عدد سكانها بـ 2,635 نسمة ومساحتها 7.12 كم2 وترتفع عن سطح البحر 293 متر.

## التركيبة السكانية
قام مكتب تعداد الولايات المتحدة بتحديد بيانات التركيبة السكانية لسامرست في تعداد الولايات المتحدة. في ما يلي، التركيبة السكانية حسب تعدادي 2000 و2010.

### تعداد عام 2000
بلغ عدد سكان سامرست 1,556 نسمة بحسب تعداد عام 2000، وبلغ عدد الأسر 635 أسرة وعدد العائلات 391 عائلة مقيمة في القرية. في حين سجلت الكثافة السكانية 844.1 نسمة لكل ميل مربع (325.9/كم2). وبلغ عدد الوحدات السكنية 659 وحدة بمتوسط كثافة قدره 357.5 نسمة لكل ميل مربع (138.0/كم2).
وتوزع التركيب العرقي للقرية بنسبة 96.85% من البيض و 0.45% من الأمريكيين الأصليين و 0.06% من الأمريكيين ذوي الأصول الآسيوية و 0.77% من الأمريكيين الأفارقة و 1.41% من عرقين مختلطين أو أكثر.
بلغ عدد الأسر 635 أسرة كانت نسبة 39.4% منها لديها أطفال تحت سن الثامنة عشر تعيش معهم، وبلغت نسبة الأزواج القاطنين مع بعضهم البعض 40.8% من أصل المجموع الكلي للأسر، ونسبة 14.3% من الأسر كان لديها معيلات من الإناث دون وجود شريك، وكانت نسبة 38.4% من غير العائلات. تألفت نسبة 26.8% من أصل جميع الأسر من أفراد ونسبة 8.2% كانوا يعيش معهم شخص وحيد يبلغ من العمر 65 عاماً فما فوق. وبلغ متوسط حجم الأسرة المعيشية 2.99، أما متوسط حجم العائلات فبلغ 2.45.
بلغ العمر الوسطي للسكان 27 عاماً. وكانت نسبة 30.1% من القاطنين تحت سن الثامنة عشر، وكانت نسبة 13.4% بين الثامنة عشر والأربعة وعشرون عاماً، ونسبة 36.8% كانت واقعةً في الفئة العمرية ما بين الخامسة والعشرون حتى والأربعة وأربعون عاماً، ونسبة 12.9% كانت ما بين الخامسة والأربعون حتى الرابعة والستون، ونسبة 6.9% كانت ضمن فئة الخامسة والستون عاماً فما فوق. يوجد لكل 100 أنثى 93.3 ذكر، ويوجد لكل 100 أنثى في الثامنة عشر من عمرها فما فوق 94.8 ذكر.
بلغ متوسط دخل الأسرة في القرية 45,194 دولار، أما متوسط دخل العائلة فبلغ 47,426 دولار. وكان متوسط دخل الذكور 36,827 دولار مقابل 25,605 دولار للإناث. وسجل دخل الفرد الخاص بالقرية 19,170 دولار. وكانت نسبة 6.3% من العائلات ونسبة 7.3% من السكان تحت خط الفقر، وكان من هؤلاء نسبة 7.8% تحت سن الثامنة عشر ونسبة 29.0% في الخامسة والستين من العمر وما فوق.

### تعداد عام 2010
بلغ عدد سكان سامرست 2,635 نسمة بحسب تعداد عام 2010، وبلغ عدد الأسر 990 أسرة وعدد العائلات 654 عائلة مقيمة في القرية. في حين سجلت الكثافة السكانية 958.2 نسمة لكل ميل مربع (370.0/كم2). وبلغ عدد الوحدات السكنية 1,102 وحدة بمتوسط كثافة قدره 400.7 لكل ميل مربع (154.7/كم2).
وتوزع التركيب العرقي للقرية بنسبة 93.1% من البيض و 0.6% من الأمريكيين الأصليين و 0.8% من الأمريكيين ذوي الأصول الآسيوية و 1.0% من الأمريكيين الأفارقة و 2.5% من عرقين مختلطين أو أكثر.
بلغ عدد الأسر 990 أسرة كانت نسبة 44.6% منها لديها أطفال تحت سن الثامنة عشر تعيش معهم، وبلغت نسبة الأزواج القاطنين مع بعضهم البعض 43.8% من أصل المجموع الكلي للأسر، ونسبة 14.8% من الأسر كان لديها معيلات من الإناث دون وجود شريك، بينما كانت نسبة 7.4% من الأسر لديها معيلون من الذكور دون وجود شريكة وكانت نسبة 33.9% من غير العائلات. وبلغ متوسط حجم الأسرة المعيشية 3.15، أما متوسط حجم العائلات فبلغ 2.64.
بلغ العمر الوسطي للسكان 29.6 عاماً. وكانت نسبة 32.1% من القاطنين تحت سن الثامنة عشر، وكانت نسبة 8.7% بين الثامنة عشر والأربعة وعشرون عاماً، ونسبة 36.3% كانت واقعةً في الفئة العمرية ما بين الخامسة والعشرون حتى والأربعة وأربعون عاماً، ونسبة 17.4% كانت ما بين الخامسة والأربعون حتى الرابعة والستون، ونسبة 5.5% كانت ضمن فئة الخامسة والستون عاماً فما فوق. وتوزع التركيب الجنسي للسكان بنسبة 48.9% ذكور و51.1% إناث.